# Malý Bor
Malý Bor (deutsch Klein Bor, 1939–45 Kleinheid) ist eine Gemeinde in Tschechien. Sie liegt vier Kilometer westlich von Horažďovice und gehört zum Okres Klatovy.

## Geographie

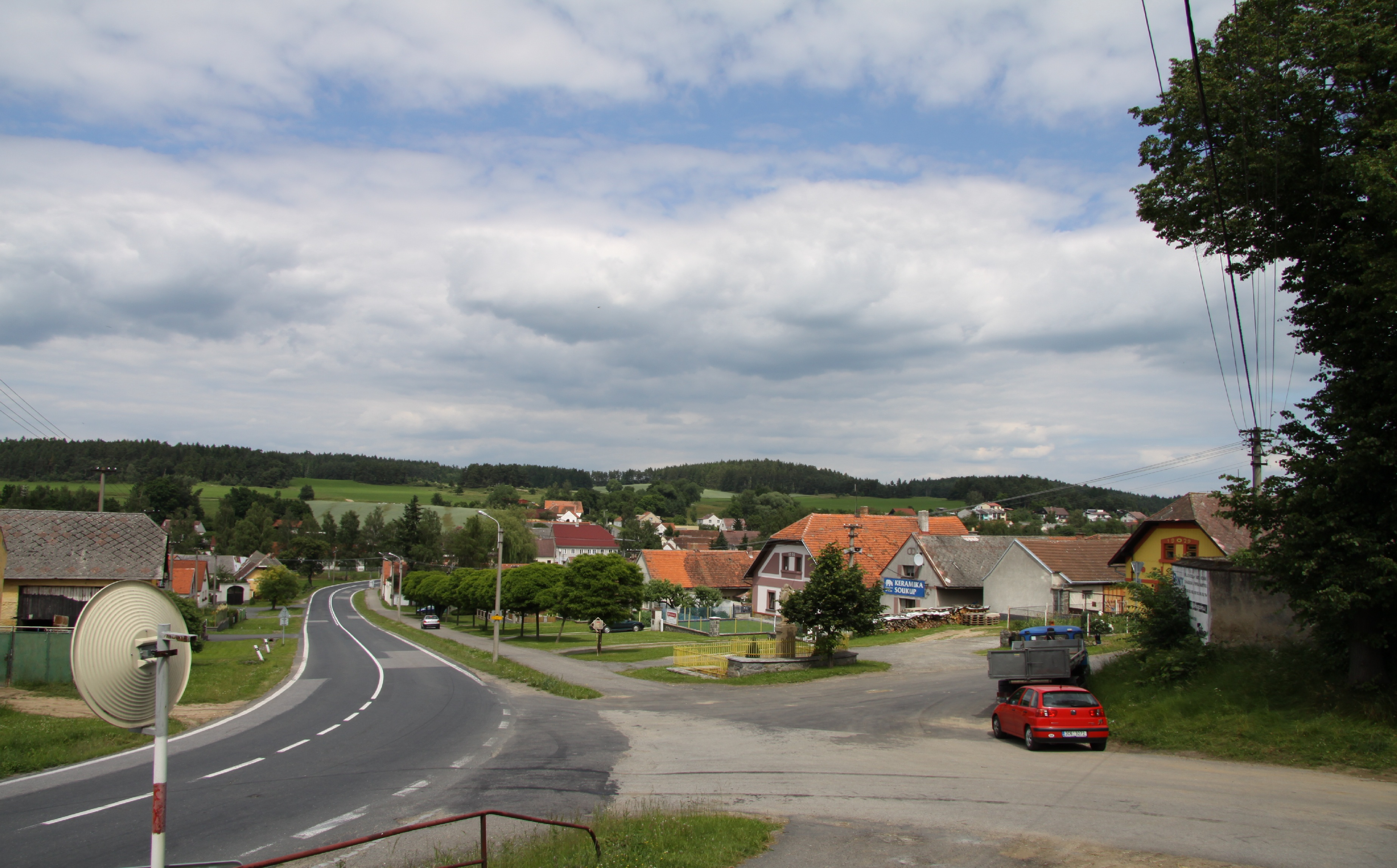
Dorfplatz im südlichen Teil von Malý Bor

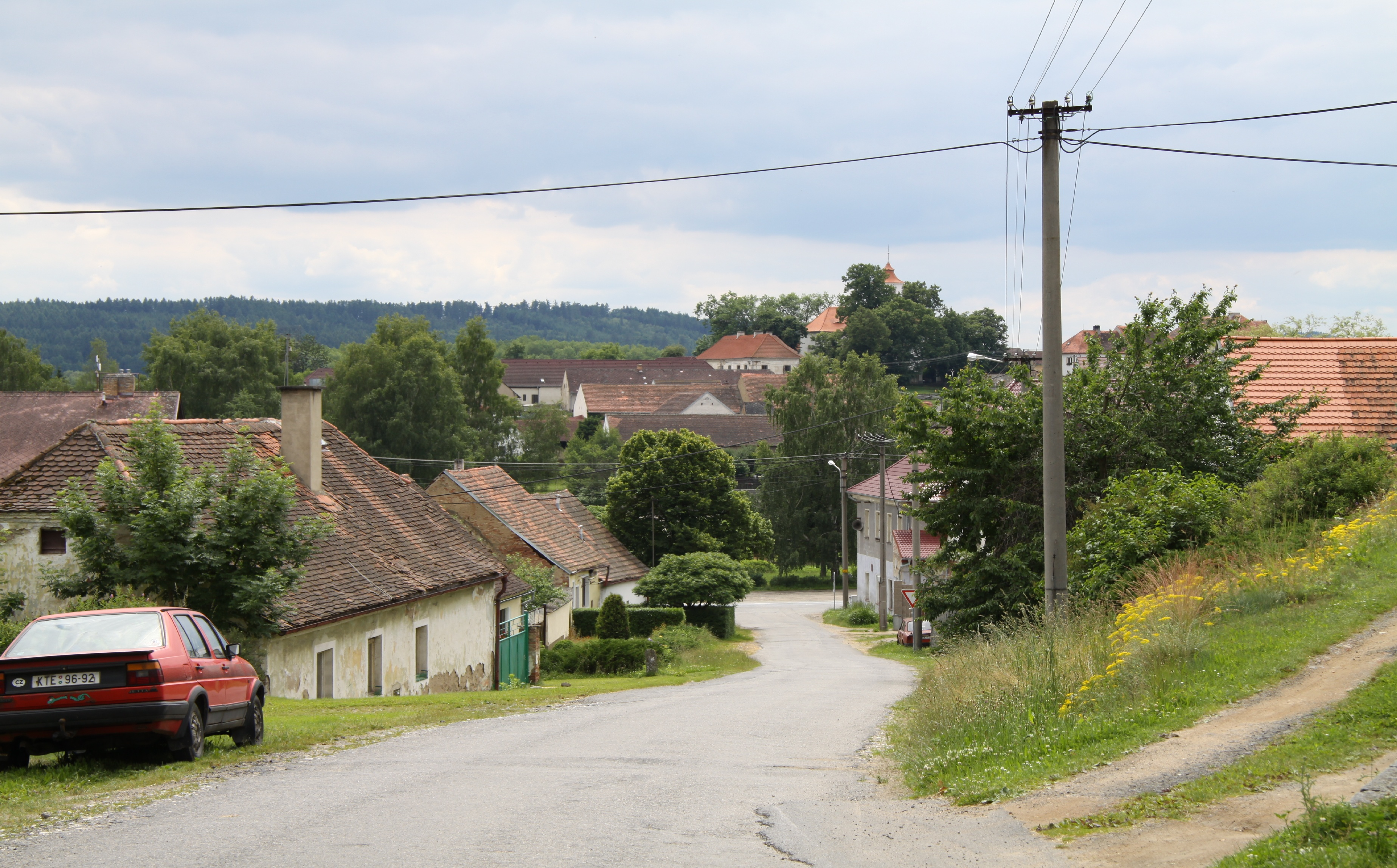
Straße von Třebomyslice in der Kuchyňka

Malý Bor befindet sich im Hügelland Blatenská pahorkatina. Das Dorf liegt im breiten Tal des Baches Mlýnský potok (Mühlbach bzw. Klein Borer Bach). Nördlich erheben sich die Radina (534 m) und der Na Vrších (504 m), im Nordosten der Gloriet (506 m), südöstlich der Prácheň, im Süden der U Farského (451 m) und die Hora (544 m) sowie nordwestlich der Kozí vršek (467 m) und der Slavník (627 m). Durch Malý Bor verläuft die Staatsstraße I/22 zwischen Horažďovice und Klatovy. Am südöstlichen Ortsrand liegen die Teiche Zmrzlík und Farský rybník, südwestlich der Maloborský rybník und im Nordwesten der Břežanský velký rybník.
Nachbarorte sind Týřovice, Velešice, Pačejov, Jetenovice und Třebomyslice im Norden, Horažďovická Lhota, Lhotský Mlýn, Velký Bor, Svéradice und Babín im Nordosten, Pohodnice, Chrást, Nový Dvůr und Zářečí im Osten, Prácheň, Svaté Pole und Boubín im Südosten, Týnec, Malé Hydčice, Hliněný Újezd und Bojanovice im Süden, Budětice, Vlkonice und Černíč im Südwesten, Hradešice, Nalžovské Hory und Zahrádka im Westen sowie Smrkovec, Bažantnice und Břežany im Nordwesten.

## Geschichte
Der 1902 gemachte Fund eines Bronzedepots, vor allem aus Beilen, belegt eine frühzeitliche Besiedlung des Gemeindegebietes.
Bor wurde wahrscheinlich im Frühmittelalter von der Burg Prácheň aus angelegt. Das Dorf entstand an einem bedeutenden Handelssteig, der von Baiern über Eisenstein bis Klattau führte und sich dort nach Prag bzw. Budweis gabelte. Bor lag an letzterem Abschnitt, der sich am Fuße des Prácheň mit einem weiteren Handelsweg kreuzte. Da die Entstehung der Kirche auf die Zeit zwischen 1200 und 1225 datiert, dürfte der Ort vor dieser Zeit gegründet worden sein. Bor entstand aus zwei Siedlungen. Der Dorfkern erstreckt sich südlich des Mlýnský potok hinauf bis zur Kirche. Nördlich des Baches liegt die aus einer kleinen Straßensiedlung an der Straße nach Třebomyslice und einem östlich davon um einen weiteren Dorfplatz angelegten Platzdorf bestehende Ortslage Kuchyňka. Der Historiker Josef Vítězslav Šimák war der Ansicht, dass Bor im Mittelalter als Städtchen angelegt worden ist, das wegen seiner Nähe zu Horažďovice aber nie zur Entfaltung kam und nach dem Erlöschen des selbständigen Gutes Panský Bor zum Dorf herabsank.
Die erste schriftliche Erwähnung der Feste Bor erfolgte im Jahre 1236 als Sitz des Vladiken Bohuslav von Bor, nachfolgende Besitzer waren dessen Söhne. Möglicherweise war Dluhomil von Bor, der 1123 mit dem Olmützer Bischof Heinrich Zdík in das Heilige Land reiste, der erste namentlich bekannte Angehörige dieses Geschlechts. Der Buděticer Zweig der Vladiken von Bor errichtete zwischen 1290 und 1318 die Burg Velhartice und nannte sich später von Welhartitz. Die Pfarrei Bor ist seit 1356 urkundlich nachweisbar. Seit dem 15. Jahrhundert bestand eine hölzerne Pfarrschule für die Kinder aus Bor, Břežany, Prácheň, Malé Hydčice, Týnec, Hliněný Újezd, Třebomyslice, Pačejov, Velešice und Týřovice. Zur Unterscheidung vom nahegelegenen Städtchen Kreuzherren Bor (Bor Křižovnický) wurde der Ort im Laufe der Zeit als Menší Bor, Minor Bor, Herrschaftlich Bor, Bor Panský, Panský Bor, Farský Bor, Klein Bor bzw. Klein Haid bezeichnet.
Zu Beginn der Hussitenkriege gehörte die Feste Panský Bor Ulrich von Rosenberg. Nach der Eroberung der Burg Rabí im April 1420 zog das Heer Jan Žižkas durch Südböhmen. Der Pilsener Landfried mobilisierte daraufhin um Horažďovice ein Heer. Die Hussiten gingen zum Angriff über und eroberten die Stadt am 10. Oktober. Nach der Einnahme der Burg Bor sowie der Zerstörung des Städtchens Bor Křižovnický zog das Heer Žižkas nach Panský Bor und eroberte und zerstörte am 12. Oktober 1420 die Feste. Den Überlieferungen nach sollen die Hussiten anschließend auf dem Hügel hinter dem Bach gelagert und eine Feldküche errichtet haben, wonach der Hügel den Namen Kuchyňka erhielt. Am selben Tage zog ein süd- und westböhmisches Adelsheer unter dem Kommando von Ulrich von Rosenberg, Luitpold Kraiger von Kraigk, Bohuslav von Schwanberg und Heinrich von Plauen auf Panský Bor. Die Hussiten besetzten den Hügel an der Kirche St. Maria Magdalena, von wo aus sie den Angriff erfolgreich abwehren konnten; die Zahl der Toten der blutigen Schlacht bei Panský Bor wird auf beiden Seiten auf jeweils 800 geschätzt.
Ulrich von Rosenberg verkaufte das Gut und den Hof Panský Bor 1444 an Smil von Kocov, der die ruinierte Feste wiederaufbauen ließ. 1480 wurde das Gut Panský Bor an das Gut Kotouň angeschlossen, im Jahre 1547 kaufte Peter Zmrzlík von Schweißing das Gut Panský Bor und schloss es an seine Feste Neprachow (Neprochovy) an. 1594 erwarben die Švihovský von Riesenberg das Gut und schlugen es der Herrschaft Horažďovice zu. Die Švihovský von Riesenberg hielten den Besitz bis zur Schlacht am Weißen Berg. Im Dreißigjährigen Krieg wurde die Gegend verwüstet, und das Dorf verödete. Nachfolgende Besitzer waren die Herren von Sternberg. Die Pfarrei erlosch nach 1620, danach wurde die Kirche von den Horažďovicer Minoriten verwaltet. In der berní rula von 1654 sind für Malý Bor zwei altansässige und sieben neu angesiedelte Bauern aufgeführt; weitere sechs Bauernwirtschaften, sechs Gärtner- und vier Häuslerstellen lagen wüst. Im Jahre 1668 wurde die Pfarrei Malý Bor und die Schule erneuert, in der nun auch die Kinder aus Velké Hydčice unterrichtet wurden. Zu Beginn des 18. Jahrhunderts bestand Malý Bor aus 20 Anwesen, die sich hauptsächlich um den Dorfplatz konzentrierten. 1719 verkauften die Herren von Sternberg die Herrschaft Horažďovice an Philippina von Thun und Hohenstein. Nachfolgende Besitzer waren zwischen 1721 und 1749 die Grafen von Mansfeld, danach bis 1752 Wenzel Maria Josef von Pötting und Persing und anschließend bis 1755 Heinrich Franz von Mansfeld und Fondi. Zwischen 1750 und 1760 wurde die Kaiserstraße No. 21 angelegt, die von Budweis über Strakonice, Horažďovice und Malý Bor nach Klatovy führte. 1755 erwarben die Fürsten Löwenstein-Wertheim die Herrschaft Horažďovice und stellten sie unter die Verwaltung der Administration der fürstlichen Löwensteinschen Güter in Wertheim. Am 6. März 1787 wurde Hejná nach Nezamyslice umgepfarrt. Im Jahre 1800 erbten die Grafen von Rummerskirch die Herrschaft Horažďovice und errichteten in Horažďovice ein herrschaftliches Oberamt. 1825 wurde in Malý Bor eine Schule erbaut. Karl von Rummerskirch verkaufte die Herrschaft nach mehreren Fehlinvestitionen 1834 an Rudolf Kinsky von Wchinitz und Tettau, der sie der Fürstlich Kinskyschen Güterverwaltung unterstellte.
Im Jahre 1837 bestand Klein-Bor bzw. Malý Bor aus 86 Häusern mit 619 Einwohnern, darunter einer israelitischen Familie. Abseits lagen die Schäferei Chrast (Chrást), die Wasenmeisterei Duberny (Pohodnice), der Fasangarten mit dem Jägerhaus (Bažantnice), der Meierhof Oldenburg (Záhorský Dvůr) und die Zmrsliker Mühle. Unter obrigkeitlichem Patronat standen die Pfarrkirche der hl. Maria Magdalena, die Pfarrei und die Schule. Klein-Bor war Pfarrort für Březan, Střebomyslitz (Třebomyslice), Teynitz (Týnec), Klein-Hitschitz (Malé Hydčice), Klein-Augezd (Hliněný Újezd), Patschiw, Welleschitz (Velešice) und Teyřowitz (Týřovice). 1843 wurden Pačejov, Velešice und Týřovice ausgepfarrt, auch der Schulunterricht für die drei Dörfer erfolgte fortan in Pačejov. Bis zur Mitte des 19. Jahrhunderts blieb Klein-Bor der Herrschaft Horažďovice untertänig.
Nach der Aufhebung der Patrimonialherrschaften bildete Malý Bor / Klein Bor ab 1850 eine Gemeinde im Gerichtsbezirk Horažďowitz. Ab 1868 gehörte das Dorf zum Bezirk Strakonitz. 1901 entstand der Darlehns- und Sparverein für Malý Bor und Umgebung. Drei Jahre später wurde ein Postamt eingerichtet. Im Zuge der Bodenreform erhielten nach 1919 19 Familien aus Malý Bor Land zugeteilt. Neben dem Hof Oldenburg der Grafen Kinsky wurden auch über 20 Hektar des Pfarrgutes parzelliert. Im Juli 1920 wurde die Buslinie Klatovy – Horažďovice aufgenommen. Die Straße nach Břežany entstand in den Jahren 1923 bis 1924. 1946 wurde im Schulgebäude ein Kindergarten untergebracht. Ab 1949 gehörte Malý Bor zum Okres Horažďovice. Der Hof Záhorský Dvůr wurde in der zweiten Hälfte des 20. Jahrhunderts abgerissen. Nach der Aufhebung des Okres Horažďovice wurde die Gemeinde 1960 dem Okres Klatovy zugeordnet. 1964 wurde die Schule wegen zu geringer Schülerzahl geschlossen und die Kinder nach Horažďovice umgeschult. Am 30. April 1976 wurden Břežany und Hliněný Újezd (mit Malé Hydčice und Týnec) eingemeindet. Břežany löste sich am 24. November 1990 wieder los und bildete eine eigene Gemeinde. Im Jahre 1990 wurde auch der Kindergarten geschlossen. Seit 1994 führt Malý Bor ein Wappen und Banner.

## Gemeindegliederung
Die Gemeinde Malý Bor besteht aus den Ortsteilen und Katastralbezirken Hliněný Újezd (Klein Aujest), Malé Hydčice (Klein Hitschitz), Malý Bor (Klein Bor) und Týnec (Teinitz, früher Teynitz). Zu Malý Bor gehören außerdem die Einschichten Bažantnice (Fasanjäger) und Pohodnice (Abdeckerei).

## Wappen
| Wappen von Malý Bor | Blasonierung: „Das zweigeteilte silber-blaue Schild zweigt im oberen Feld eine rote Krone und im unteren Feld eine Hand mit einem silbernen Salbgefäß.“ |
| Wappen von Malý Bor | Wappenbegründung: Die Krone stellt das Wappen der Herren von Welhartitz dar, wie es im Wappensaal des Wenzelschlosses und den Wandgemälden im Palas der Burg Písek dargestellt ist. Der untere Teil zeigt ein Attribut der Schutzpatronin der örtlichen Kirche, Maria Magdalena. |

## Sehenswürdigkeiten
- Kirche der hl. Maria Magdalena, am südwestlichen Ortsrand auf dem höchsten Punkt des Dorfs. Der ursprünglich romanische Bau entstand zwischen 1200 und 1225 und wurde später gotisch umgebaut. Im Innern befinden sich alte Grabsteine der Familie Baubinsky von Augezd auf Třebomyslice vom Beginn des 17. Jahrhunderts. Der Hauptaltar mit der Marienstatue stammt aus dem ehemaligen Loretto in Horažďovice.
- Pfarrhaus
- Ruine Gloriet auf dem gleichnamigen Hügel nördlich von Pohodnice, erbaut zum Ende des 17. Jahrhunderts für Wenzel Adalbert von Sternberg als Ruhestätte und Aussichtspunkt. Erhalten sind nur die Außenmauern. Die Stadt Horažďovice plant eine Rekonstruktion des Denkmals als Touristenziel.[6]
- Kapelle des hl. Johannes von Nepomuk auf dem Dorfplatz der Kuchyňka
- Denkmal für die Gefallenen des Ersten Weltkrieges, unterhalb der Kirche, enthüllt am 24. Mai 1925
- Burgstall der Wasserfeste Bor am westlichen Ortsrand in der Flur V Zámcích, erhalten sind Reste der Gräben

Sehenswürdigkeiten
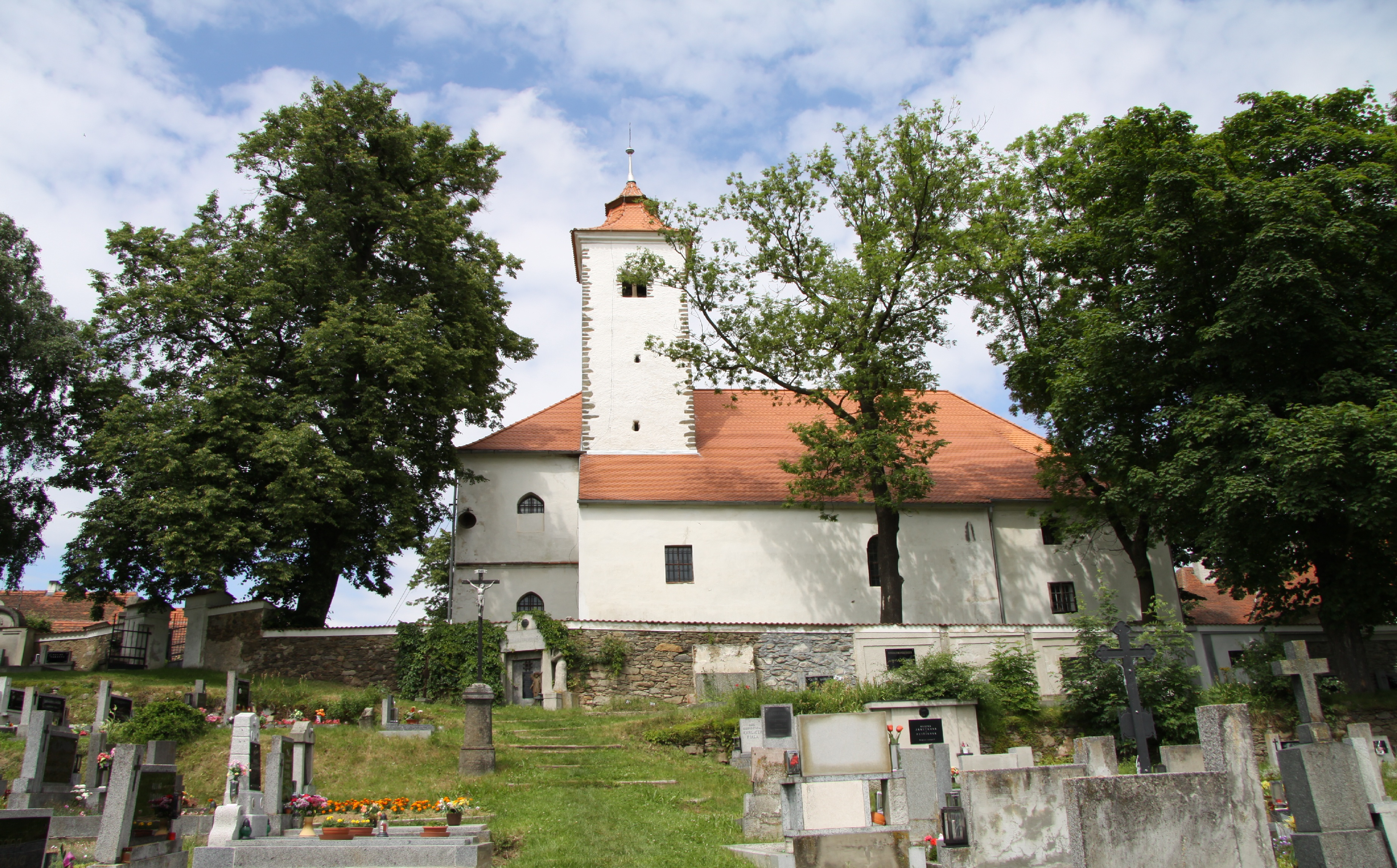
Kirche der hl. Maria Magdalena
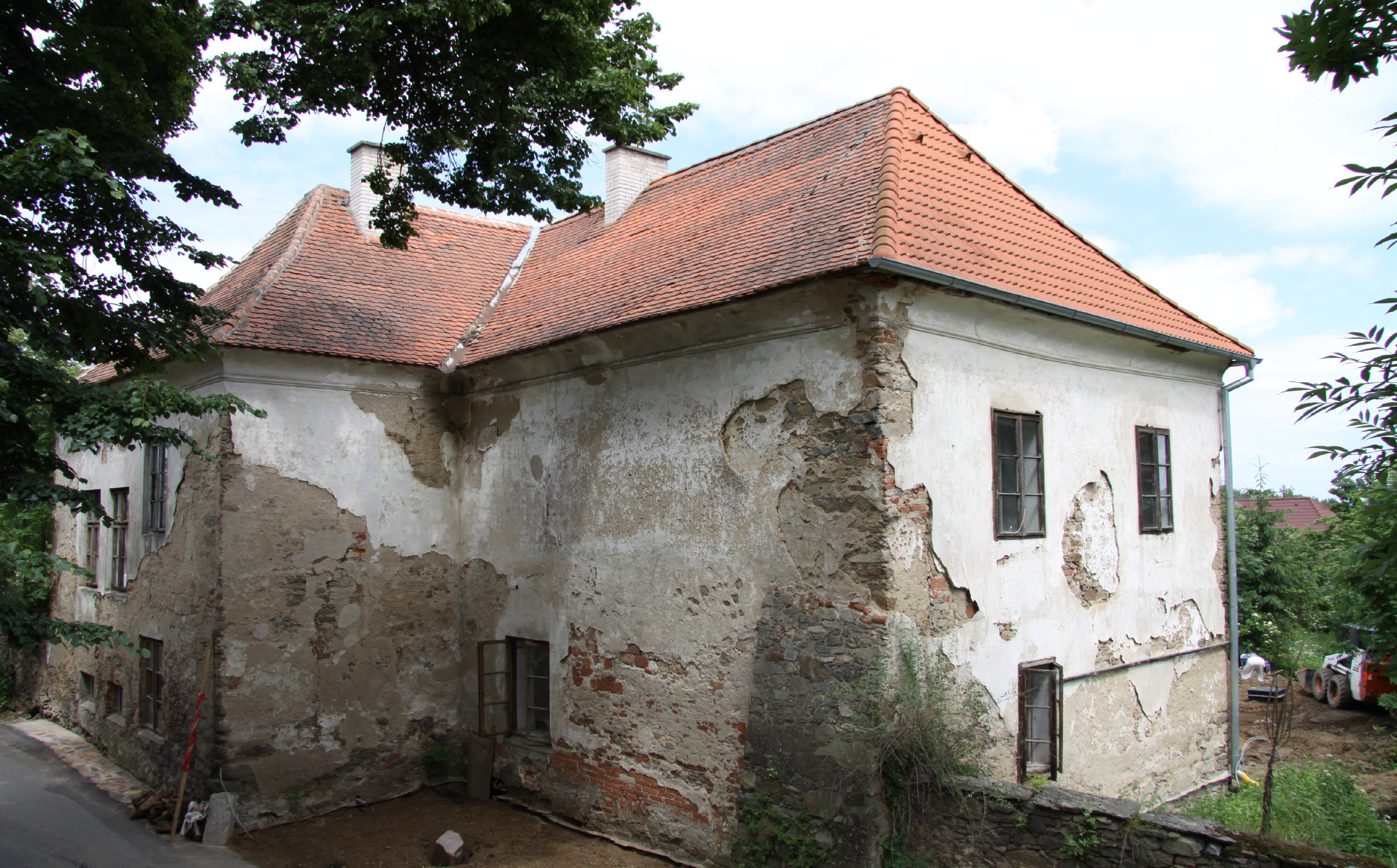
Pfarrhaus
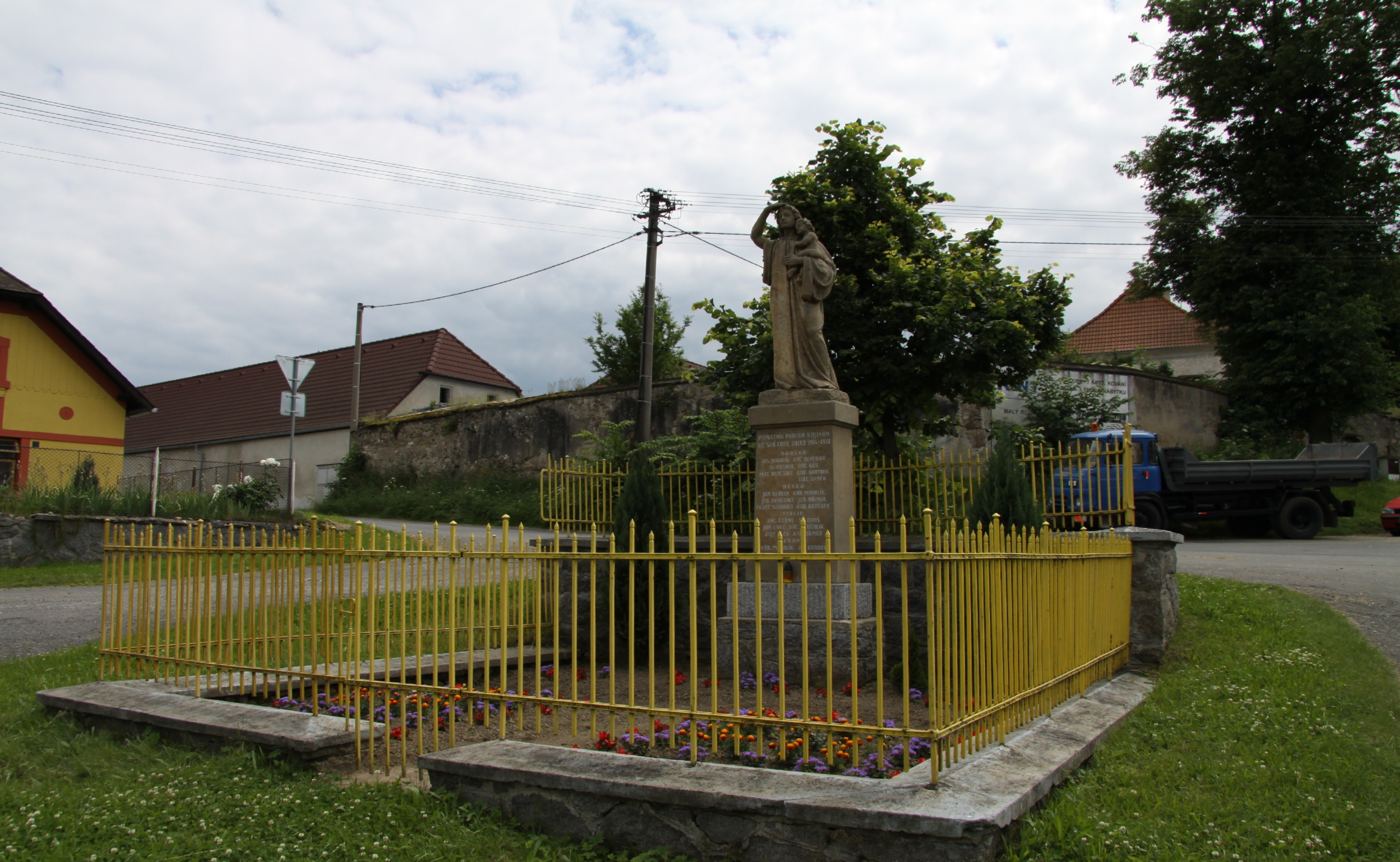
Gefallenendenkmal